# Basra
Basra (arabisk: البصرة al-Baṣrah) er en by i Irak, beliggende cirka 550 kilometer sydøst for Bagdad. Byen har 1.326.564(2018) indbyggere og er den næststørste by i Irak. Basra ligger ved floden Shatt al-Arab og er Iraks vigtigste havneby. Byen har stor økonomisk betydning for Irak, da Basra-provinsen har nogle af de olierigeste og største oliekilder i landet.

## Dansk tilstedeværelse i Basra under Irakkrigen
Den danske hærstyrke i Irak på cirka 470 soldater havde base i Camp Danevang syd for Basra.
Fra at have været en forholdsvis rolig by steg volden i Basra siden 2006. Den 10. august 2007 blev de danske landtropper trukket hjem. De blev dog erstattet af 50 soldater med fire Fennec-helikoptere, der samarbejdede med britiske styrker frem til den planlagte tilbagetrækning ved årets udgang.

## Kendte personer fra Basra
- Duna Ghali: Dansk-irakiske forfatterinde, født (1963) i Basra og har en uddannelse fra Basra universitet.[9]
- Saadi Youssef: Irakisk forfatter og journalist (1934-2021).